# Peugeot Type 1
Peugeot Type 1 — самый первый автомобиль Peugeot. 18 августа 1888 года Арман Пежо посетил «Общество гражданских инженеров» в Париже, где увидел самокатный экипаж Леона Серполле. Экипаж был трехколесным и приводился в движение при помощи парового двигателя. И демонстрируемое чудо техники, и её создатель привлекли внимание основателя Peugeot, и Пежо с Серполле подписывают договор о совместной работе над постройкой парового самокатного экипажа. Результатом такой работы стал Peugeot Type 1, или Serpollet-Peugeot. Автомобиль экспонировался на Парижской промышленной выставке. 
Данная модель была выпущена в единственном экземпляре.
Паровой котел использовал мазут в качестве топлива, двигатель имел два цилиндра и позволял развить мощность от 4 до 6 лошадиных сил. Максимальная скорость, которую мог развить этот трицикл, составляла 25 км/ч.